# Linus Valberg
Linus Johan Angvarson Valberg, född 7 januari 1994 i Uddevalla, är en svensk journalist, programledare och tidigare Youtube-profil. Han har bland annat varit programledare för Barnkanalens Random Mix  och har även drivit Youtubekanalen Uddevallarobert tillsammans med Ludwig Källén. Valberg är reporter och programledare på SVT Barns Lilla Aktuellt.